# Hans Eckermann
Hans Eckermann (30 de maio de 1905 - 30 de março de 1985) foi um comandante de U-Boot que serviu na Kriegsmarine durante a Segunda Guerra Mundial.